# عزة رشاد (داعية)
عزة محمد رشاد بن حسن الملقبة بـ أم تميم هي داعية إسلامية مصرية. حاصلة على درجة الدكتوراه في الفقه المقارن بتقدير امتياز مع مرتبة الشرف الأولى من الجامعة الإسلامية في ولاية مينيسوتا الأمريكية، بعنوان رسالة: (الفروق الفقهية في الزكاة وتطبيقاتها المعاصرة).

## سيرتها العلمية
حصلت على بكالوريوس تجارة من جامعة القاهرة عام 1407 هجرية، بدأت بعد ذلك بدراسة القرآن وحصلت على إجازة فيه من دار البربري، ثم حصلت على دكتوراه في الفقه المقارن من الجامعة الإسلامية في ولاية مينيسوتا الأمريكية.
للداعية موقع رسمي خاص بها يضمّ عدداً كبيراً من محاضراتها إضافةً إلى كتبها، كما أسست أكاديمية هداية الدولية للناشئين للتعليم عن بُعد لدراسة علوم شرعية والقرآن، كذلك أسست أكاديمية هداية الدولية للفتيات للتعليم عن بُعد لدراسة العلوم الشرعية والقرآن.

## برامجها
للداعية عدد من البرامج الدينية والفقهية المتاحة على موقعها من أبرزها:
- برنامج عشرة لقلبك.
- برنامج احلى طريق.

## كتبها
للداعية 12 عنواناً بعضها يضم عدداً من الأجزاء والمجلدات ليصل العدد إلى 25 كتاباً.
| العنوان                                            | النوع                  | دار النشر                 | تاريخ الإصدار | الرقم الدولي  | ملاحظات    |
| -------------------------------------------------- | ---------------------- | ------------------------- | ------------- | ------------- | ---------- |
| الفقه الميسر                                       | فقه                    | مكتبة مكة                 | 2008-2009     | -             | (6 مجلدات) |
| الفروق الفقهية في الزكاة وتطبيقاتها المعاصرة       | فقه                    | دار الفوائد               | 2023          | 9789778640922 |            |
| الدرر البهية                                       | عقيدة                  | دار ابن الجوزي            | 2015          | 9789777710268 |            |
| الفتوحات الربانية في تفسير أسماء الله الحسنى       | عقيدة                  | دار ابن رجب - دار الفوائد | 2021          | 9789773902305 | مجلدان     |
| التعليقات الجلية على العقيدة السفارينية            | عقيدة                  | دار الآثار                | -             | 9789777910939 | مجلدان     |
| عقائد الفرق الإسلامية الضالة وعقيدة الفرقة الناجية | عقيدة                  | دار ابن رجب - دار الفوائد | 2018          | -             |            |
| المحجة البيضاء                                     | عقيدة                  | مكتبة مكة                 | 2015          | 978977771244  |            |
| بيان قدر الصحابة                                   | عقيدة                  | دار آل ياسر               | 2013          | -             |            |
| مجموعة بداية الهداية                               | مجموعة علمية للمبتدئين | دار ابن رجب - دار الفوائد | 2018          | 9789773902350 | 3 أجزاء    |
| مجموعة النور الساطع للجيل الصاعد                   | مجموعة علمية للمبتدئين | دار ابن رجب - دار الفوائد | 2023          | 9789778640915 |            |
| أمراض القلوب                                       | رقاق (رقية شرعية)      | مكتبة مكة                 | 2008          | -             |            |
| محمد رسول الله صلى الله عليه وسلم كأنك تراه        | رقاق (رقية شرعية)      | دار ابن الجوزي            | 2016          | 9789777710251 |            |